# Holocausto en Ucrania

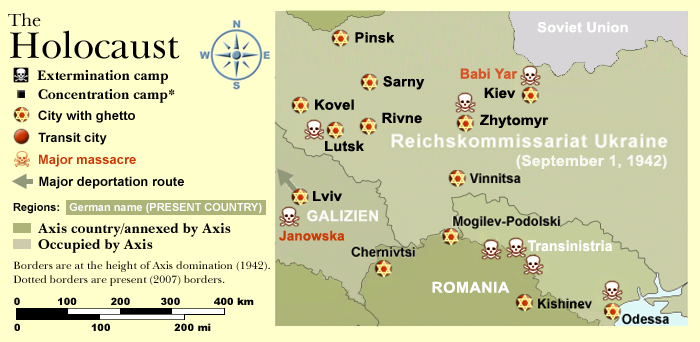
Un mapa del Holocausto en Ucrania

El Holocausto en Ucrania fue la persecución, deportación y exterminio sistemático de 1,4 -1,6 millones de judíos de Ucrania, por parte de la Alemania nazi, sus aliados y colaboradores entre los años 1941 y 1944; e implementado por el Generalplan Ost y la "Solución final de la cuestión Judía".
Tuvo lugar en el Reichskommissariat Ukraine, el Gobierno General, el Gobierno General de Crimea y algunas áreas bajo control militar al este del Reichskommissariat Ukraine (todas sometidas a la Alemania nazi), en la Gobernación de Transnistria y el norte de Bucovina (ambas ocupadas con la última anexionada por Rumanía) y la Rutenia subcarpática (entonces parte de Hungría) durante la Segunda Guerra Mundial. Las áreas enumeradas son actualmente parte de Ucrania. La mayoría de ellos fueron asesinados en Ucrania ya que la mayoría de los judíos soviéticos anteriores a la Segunda Guerra Mundial vivían en la Zona de Asentamiento, del cual Ucrania era la mayor parte.
Según el historiador de Yale, Timothy D. Snyder, "el Holocausto está integral y orgánicamente conectado con la Vernichtungskrieg ('Guerra de exterminio'), de la guerra en 1941, y está orgánica e integralmente conectado con el intento de conquistar Ucrania".

## Contexto
Al final de la Primera Guerra Mundial, la desaparición de las potencias centrales (Reich alemán, Austria-Hungría) y los trastornos resultantes de la Revolución Bolchevique en Rusia llevaron a la disgregación de Ucrania, dividiendo su territorio y sus poblaciones, especialmente las judías, entre los diversos estados resultantes de los tratados de paz. Los judíos experimentaron diferentes situaciones, dependiendo de las circunstancias políticas y los territorios en los que se establecieron.
Aunque la breve República Popular de Ucrania (enero de 1918-noviembre de 1920) dio a la comunidad judía el derecho a administrar sus instituciones religiosas, culturales y educativas, se perpetraron pogromos, en los que participaron todas las fuerzas nacionales y políticas. La situación no era mejor en las regiones ucranianas anexadas a Polonia, donde la situación de los judíos comenzó a deteriorarse con el boicot de empresas y tiendas, y un sistema de cuotas no oficial en las instituciones educativas.
En el Reino de Rumanía, el aumento del antisemitismo y la creciente influencia de las teorías racistas y totalitarias dieron lugar a la formación de movimientos nacionalistas rumanos de extrema derecha y la inclinación hacia el fascismo de los partidos independentistas ucranianos. En contraste, la población judía de la Ucrania transcarpática unida a Checoslovaquia disfrutó de una existencia pacífica en el período de entreguerras. Tras los Acuerdos de Múnich en 1938, la región fue finalmente anexionada por el Reino de Hungría. Los judíos comenzaron entonces a ser sometidos a una política de discriminación y persecución.

## Trasfondo de la violencia antijudía en el oeste de Ucrania
El estallido de la violencia antijudía en el Ucrania occidental estuvo precedido de una serie de factores fatales derivados de las desfavorables realidades sociohistóricas de finales de la década de 1930 en la región. En esos años, Ucrania occidental era una región donde las culturas ucraniana, polaca, rutena, alemana y judía (en su versión de Europa oriental) se entrelazaban. Debido al contexto geopolítico inestable causado por el colapso de los imperios europeos continentales, la situación en la región se ha mantenido tensa desde finales de la década de 1910. La invasión y ocupación soviética de 1939, seguida de una retirada hacia el este, jugó un papel fundamental en la desestabilización de la región. Tras la ocupación de Ucrania occidental, los soviéticos se ocuparon inmediatamente a la introducción de la ideología marxista y la implementación de la práctica legal de la URSS, tal como existían en los tiempos de Stalin (incluido el uso a gran escala de medidas represivas contra los enemigos del pueblo y la retórica antirreligiosa).
Como resultado, la posición tradicional de la población judía en el oeste de Ucrania se vio estremecida, por un lado, repentinamente los judíos se enfrentaron a una política represiva hacia sus prácticas y tradiciones religiosas. Por otro lado, se eliminaron las restricciones sociales a la población judía que existían en el oeste de Ucrania en años anteriores. En el contexto de la inestable situación de la política exterior y la radicalización de la región a fines de la década de 1930, la mayoría de los judíos quedaron impresionados por la retórica radical de izquierda de los soviéticos en contraste con la retórica hostil contra los judíos del etnonacionalismo de Europa del Este y el nacionalsocialismo alemán. El sistema soviético autoritario de aquellos años paradójicamente creó condiciones favorables para la plena adaptación de la población judía a la vida socioeconómica de la región, ya que la sovietización abolió automáticamente la prohibición de la admisión de ciudadanos de la fe judía a cargos oficiales. Por lo tanto, la población judía (en su mayoría, con educación) resultó ser un grupo social adecuado en el que la URSS se basó al reclutar para el servicio civil en el oeste de Ucrania. Al mismo tiempo, los  intelectuales y burgueses polacos, así como los ucranianos nacionalistas, fueron sometidos a la represión y, a menudo, eliminados físicamente.

### Los principales factores de la violencia antijudía
En general, el catalizador de la violencia contra la población judía fue una combinación de dos factores. El primero es el asesinato en masa de prisioneros políticos en las prisiones de la NKVD durante la retirada de los ejércitos soviéticos del oeste de Ucrania hacia el este, y el convencimiento de la población local en la conexión entre los judíos y la NKVD. Según el informe del comandante del Einsatzgruppe-S, "El Movimiento Independentista de Ucrania fue brutalmente reprimido por los soviéticos, 3.000 personas fueron fusiladas, las prisiones estaban ardiendo, solo el 20% de la intelectualidad ucraniana sobrevivió a la ocupación soviética". Según un artículo científico de Vladimir Melamed, el SS Hauptschafteführer, Félix Landau, 800 personas fueron asesinadas en las prisiones de la NKVD durante ese período. Según los ucranianos occidentales, informaron al Einsatzgruppe-S que durante la ocupación soviética, los judíos desempeñaron un papel clave en el arresto y exterminio de los nacionalistas ucranianos. Después del descubrimiento de los cuerpos en las prisiones de la NKVD, sin perder el tiempo en demostrar la culpabilidad de individuos o grupos sociales, los nacionalistas ucranianos inmediatamente recurrieron a acciones represivas activas, culpando de las atrocidades de la NKVD a la población judía.
Según las memorias de Anna Dichter, sobreviviente de esos años, los judíos fueron obligados a lavar, limpiar y preparar para el entierro los cuerpos de los nacionalistas y activistas ucranianos asesinados por el NKVD. Además, los judíos fueron culpados por la gran hambruna de 1932-1933, que ocurrió en Ucrania como resultado de la colectivización forzada llevada a cabo por el NKVD. Incluso teniendo en cuenta el principio de responsabilidad colectiva de un grupo étnico (o grupo religioso) por las actividades de sus representantes, ya que la población judía apenas estaba directamente relacionada con las actividades de la NKVD. En esos años, el número total de judíos que servían en el NKVD no excedía de un pequeño porcentaje, y la milicia soviética que operaba en el oeste de Ucrania estaba compuesta principalmente por ucranianos orientales y rusos étnicos. Además, los judíos fueron acusados de un papel clave en la "rusificación" y la "polonización" de Ucrania occidental en 1881-1921, cuando estalló una lucha en la región entre nacionalistas ucranianos y bolcheviques.
Todos los problemas que el pueblo ucraniano sufrió en el oeste de Ucrania en los últimos años (la lucha contra los bolcheviques en 1918-1921, las acciones de los ocupantes extranjeros en el oeste de Ucrania, las leyes draconianas de las autoridades no ucranianas en la región contra los ucranianos, la represión contra los líderes de los movimientos nacionales ucranianos, tales como el asesinato de Petlyura), todos ellos fueron atribuidos a judíos, tanto jóvenes como adultos, como parte de la gran amenaza (según los nacionalistas ucranianos) a la independencia de Ucrania, por el Imperialismo Bolchevique-Moscovita. Este punto de vista fue alimentado activamente por la prensa nacional ucraniana («Surma», «Sich», «Lviv Visti», «Krakivs'ki Visti»), organizaciones nacionalistas involucradas en pogromos antisemitas y antipolacos (OUN-B, Polesie Sich, el movimiento de Stepan Bandera). Este punto de vista también fue difundido por muchos medios ucranianos de la época. Por ejemplo, la estación de radio de Lviv transmitió un mensaje el 30 de junio de 1941, que «Saludaste a Stalin con flores, pondremos tus cabezas a los pies de Hitler como su saludo".
Una vez que las falsas acusaciones contra la población judía se realizaron y recibieron el apoyo de las autoridades oficiales de la región durante la ocupación alemana, el antisemitismo del siglo XX fue alimentado por los sentimientos antijudíos ya establecidos en la región, que se formaron, según el historiador Frank Golczewski, incluso antes de la Primera Guerra Mundial. La propaganda alemana también utilizó viejas supersticiones europeas hacia los judíos que se remontan a la Edad Media, retratando a los judíos como asesinos de Cristo, portadores de enfermedades peligrosas y propagadores de epidemias. Entre los factores malignos en el surgimiento de la violencia antisemita en el oeste de Ucrania se encuentra también el sentimiento de desigualdad entre los campesinos ucranianos y una significativa minoría judía, en la economía atrasada de Galitzia en los años 30, como señalaron los historiadores G. Finder y A. Prusin.

## Año 1941

### Invasión nazi a la URSS: pogromos y "acciones de limpieza"
El 22 de junio de 1941, Alemania nazi atacó la URSS y en un par de meses se apoderó de la mayor parte del territorio de Ucrania. Cuando finalmente, en 1942, toda Ucrania fue ocupada, muchos judíos en el oeste de Ucrania no tuvieron tiempo de escapar. La RSS de Ucrania se dividió en zonas de ocupación y, en 1941-1942, toda la región al este del Dniéper quedó bajo la jurisdicción de la administración militar de los alemanes.
En el oeste de Ucrania, como señala Dolphin Beshtel, profesor de la Universidad de París, los pogromos ocurrieron en casi todas las ciudades y pueblos de Galicia. Estos se caracterizaban por una crueldad extrema, los judíos eran masacrados en todas partes con herramientas domésticas: hachas, hoces, etc. No solo se asesinaba a los hombres, sino también a mujeres, ancianos y niños. Las olas de violencia se extendieron desde finales de junio y durante todo julio, incluso antes de la entrada de las tropas alemanas, en la mitad de los casos los alemanes ni siquiera participaron en ellas. 
Los pogromos a menudo tenían lugar cuando se descubrían los cadáveres de las víctimas en las prisiones locales de la NKVD, pero no siempre: las fortalezas de los chekistas estaban solo en la mitad de las ciudades y no estaban en absoluto en aldeas distantes. Los judíos en tales casos se veían obligados a exhumar cadáveres, a veces se veían obligados a lamer cadáveres y beber agua con la que se lavaban los cadáveres. Luego fueron golpeados hasta la muerte y enterrados en los mismos pozos. La mayoría de los pogromos tuvieron lugar con la participación de las élites ucranianas (sacerdotes, abogados, farmacéuticos, estudiantes). A los pogromos asistieron los grupos de la OUN que llegaron con la Wehrmacht y formaron destacamentos de nacionalistas ucranianos.
La invasión de Alemania a la URSS fue acompañada desde el principio por crímenes contra los judíos, aunque inicialmente no se emitieron órdenes claras para este propósito. La tarea de los Einsatzgruppen recibida antes del comienzo de la guerra era "limpiar" el área de funcionarios soviéticos y "elementos radicales". Sin embargo, la identificación generalizada de los judíos con el comunismo por parte de los funcionarios alemanes significaba que trataban el asesinato de judíos como algo natural. En una orden a los comandantes de los Einsatzgruppen el 1 de julio de 1941, Reinhard Heydrich aclaró que las "operaciones de purificación" debían dirigirse "principalmente contra comunistas y judíos". Inicialmente, los asesinatos se referían principalmente a la intelectualidad judía (considerada un factor potencial de resistencia) y a funcionarios soviéticos de nacionalidad judía. Fue solo después de unas pocas semanas de ocupación que los Einsatzgruppen procedieron a asesinatos masivos y no selectivos de la población judía.
El 17 de junio, en una sesión informativa de oficiales de los Einsatzgruppen, Heydrich los alentó a provocar "círculos locales anticomunistas y antijudíos" en los territorios ocupados para llevar a cabo pogromos contra los judíos; la orden se repitió por escrito el 29 de junio de 1941. Durante la invasión alemana a la URSS, en las ciudades de Galicia Oriental, Volinia y Bukovina del Norte, de acuerdo con estas directivas, se produjeron pogromos antijudíos por parte de la población local. Los judíos también fueron asesinados en ejecuciones por unidades alemanas; a veces los pogromos y las ejecuciones tenían lugar simultáneamente. En las "acciones de limpieza" junto con los alemanes e independientemente participaron milicias y grupos de marcha de la OUN. Según John-Paul Himka, la Organización de Nacionalistas Ucranianos de Stepán Bandera quería complacer a los alemanes a través de crímenes antijudíos y demostrar que merece que se le permita crear un estado ucraniano.
A finales de junio de 1941, en el castillo de Lutsk, el ejército alemán mató a 1160 hombres judíos traídos allí para trabajar En Lviv y Ternopil, varios miles de judíos fueron asesinados en pogromos y ejecuciones, en Brzeżany y Zólochiv varios cientos. En Dobromil, una sinagoga fue quemada, en Sambor los ucranianos asesinaron a unas 50 personas. En Kremenets, el pogromo se cobró alrededor de 130 víctimas. El modus operandi de estas acciones a menudo dirigía a la milicia ucraniana atrapando judíos y llevándolos al lugar de la ejecución. Durante las redadas contra los judíos, a veces los principales actos espontáneos de violencia eran realizados por parte de la población civil. Las unidades de los Einsatzgruppen participaron activamente en la organización de los pogromos, pero hubo pogromos causados sin su participación.
El aumento del número de pogromos fue influenciado por las masacres en las prisiones de la NKVD y el hecho de que la población encontró los cuerpos de los prisioneros asesinados. Esto fue utilizado por los nacionalistas alemanes y ucranianos para la propaganda antisemita, según la cual los judíos eran responsables del comunismo. En la víspera del los pogromos de Lviv, los activistas de OUN-B colocaron carteles con el lema "¡Nación, sabe! Moscú, Polonia, húngaros, judíos, tu enemigo. ¡Destruyéndolos!". Durante estos pogromos, los judíos se vieron obligados a extraer los cuerpos de las víctimas de la NKVD de sus tumbas y a lavarlos. Fueron humillados como presuntos culpables de los crímenes cometidos.
Las cifras oscilan entre 100 y más de 120 pogromos en el este de Galitzia y Volinia, en los que fueron asesinados unos 35.000 judíos. Según Timothy Snyder, las milicias locales son responsables de la muerte de casi 20.000. Según Aleksander Krugł, en todo julio de 1941, unos 40.000 judíos fueron víctimas tanto de pogromos por factores locales como de ejecuciones alemanas, la mayor cantidad en las regiones de Chernivtsí y Ternópil (9.000 víctimas cada una) y Lviv (7.000).

### Radicalización de la política alemana hacia los judíos

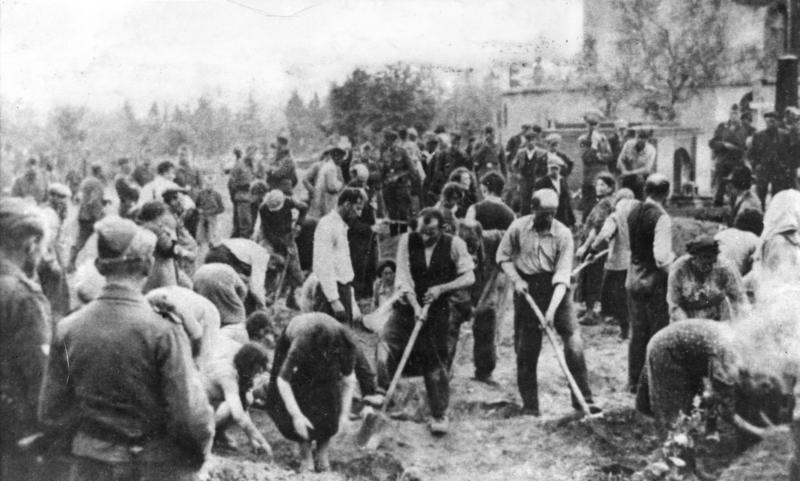
Hombres, mujeres y niños judíos forzados por las SS a cavar su propia tumba. Posteriormente fueron ejecutados. Sboriv, Ucrania, 4 de julio de 1941.

El 21 de julio de 1941, durante su estancia en Lviv, Heinrich Himmler emitió una orden al Comandante Supremo de las SS y la Policía delegado en el Comisariado del Reich de Ucrania, Friedrich Jeckeln, para disparar a todos los hombres judíos impedidos de trabajar, lo que contribuyó a duplicar el número de víctimas; en agosto de 1941, los alemanes dispararon a unos 62.000 judíos ucranianos, la mitad de ellos en la región del Óblast de Jmelnitski; en total, se han llevado a cabo asesinatos masivos en 15 distritos de la URSS. Todavía insatisfecho con el número de muertos, Himmler convocó a Jeckeln el 12 de agosto de 1941, y le dio la orden de matar a mujeres y niños judíos también. Desde finales de agosto de 1941, los Einsatzgruppen dispararon a judíos independientemente de su género y edad.
El primer gran crimen de este tipo fue la masacre de Kamianets-Podilski, donde del 26 al 28 de agosto de 1941 la policía de seguridad y una compañía de personal bajo el mando de Yecelny mataron a más de 22.000 judíos expulsados de Hungría y lugareños; este crimen sirvió de modelo para ejecuciones posteriores. En el mes siguiente, septiembre, el número de víctimas se duplicó (136.000 a 137.000 muertos). La carga del crimen se trasladó a la región de Kiev. Después de la ocupación de Kiev por la Wehrmacht, hubo una serie de explosiones de minas plantadas por zapadores soviéticos en edificios de oficinas de la ciudad; decenas de alemanes resultaron muertos. La culpa de sus muertes fue puesta sobre los judíos. El 29 y 30 de septiembre, en Babi Yar, cerca de Kiev, las SS dispararon a 33.771 judíos de Kiev traídos allí con el pretexto de reasentamientos. Fue el mayor asesinato en masa durante el Holocausto en la URSS; más tarde, los asesinatos en Babi Yar continuaron (un total de 50 000 a 150 000 personas murieron allí).
En 1941, la mayoría de las masacres tuvieron lugar en la zona de ocupación militar, bajo el pretexto de la necesidad resultante de la conducción de la guerra. Himmler afirmó que los judíos (incluyendo mujeres y niños) fueran asesinados como "partisanos". Debido al hecho de que cuando Himmler emitió la orden del 12 de agosto, el frente se movía rápidamente hacia el este, el exterminio masivo de judíos en Ucrania comenzó en las regiones oriental y central y solo más tarde se trasladó al oeste. Las masacres llevadas a cabo por las SS y la policía tuvieron lugar en estrecha cooperación con la Wehrmacht. Los judíos de Berdichev fueron completamente exterminados el 12 de septiembre, Vínnytsia el 19 de septiembre y Dnipropetrovsk el 13 de octubre de 1941. En el oeste, una de las excepciones fue Rivne, elegida como la capital del Comisariado del Reich en Ucrania. El 6 de noviembre de 1941, por orden del comisario Erich Koch, 17.000 judíos de Rów fueron asesinados en el bosque de Sosenka, los 10.000 restantes fueron encerrados en el gueto. En septiembre y octubre, 5.500 judíos de Ostrog, el centro de la cultura judía en Volinia, fueron asesinados.
A principios de 1942, 1/3 de los judíos en Ucrania habían sido exterminados – 518.000 – principalmente en las regiones central y oriental (Kiev, Nicolaiev, Chernígov, Sumy, Odesa).

#### Situación en la zona de ocupación rumana
En 1941, Rumanía, un aliado del Tercer Reich, recuperó de la URSS las tierras de Besarabia (principalmente la RSS de Moldavia), el norte de Bukovina (parte de la RSS de Ucrania), perdidas en 1940, y estableció un protectorado llamado Transnistria en las tierras ucranianas entre los ríos Dniéster y Bug. Alrededor de 400.000 judíos vivían en el área ocupada por rumanos, hacia quienes Rumanía emprendió una política no menos brutal que la de Alemania. Las ejecuciones masivas fueron llevadas a cabo por la gendarmería rumana y el ejército en Odesa, unos 20.000 judíos fueron asesinados (según otras estimaciones – 40.000) en "represalia" por la explosión de una mina en el cuartel general de las tropas de ocupación en la ciudad el 22 de octubre de 1941. En el otoño de 1941, en el pueblo de Bogdanówka, los rumanos reunieron a unos 40.000 mil judíos de Besarabia y dessa a cielo abierto, de los que 3000 de ellos murieron de hambre, frío y enfermedades, mientras que los restantes sobrevivientes fueron fusilados entre diciembre de 1941 y enero de 1942.
Los rumanos organizaron activamente su propia red de guetos y campos de trabajo en Ucrania a la que también fueron deportados judíos de Besarabia (25.000), Rumania (34.000) y el norte de Bukovina (50.000-55.000). De acuerdo al historiador T. Snyder, Rumanía es responsable de la muerte de unos 300.000 judíos, de los que, en opinión de Kruglov, 100.000 de ellos procedían de Ucrania. En febrero de 1942, Rumanía detuvo el asesinato en masa de la población judía y su política hacia los judíos se relajó gradualmente.

## Año 1942

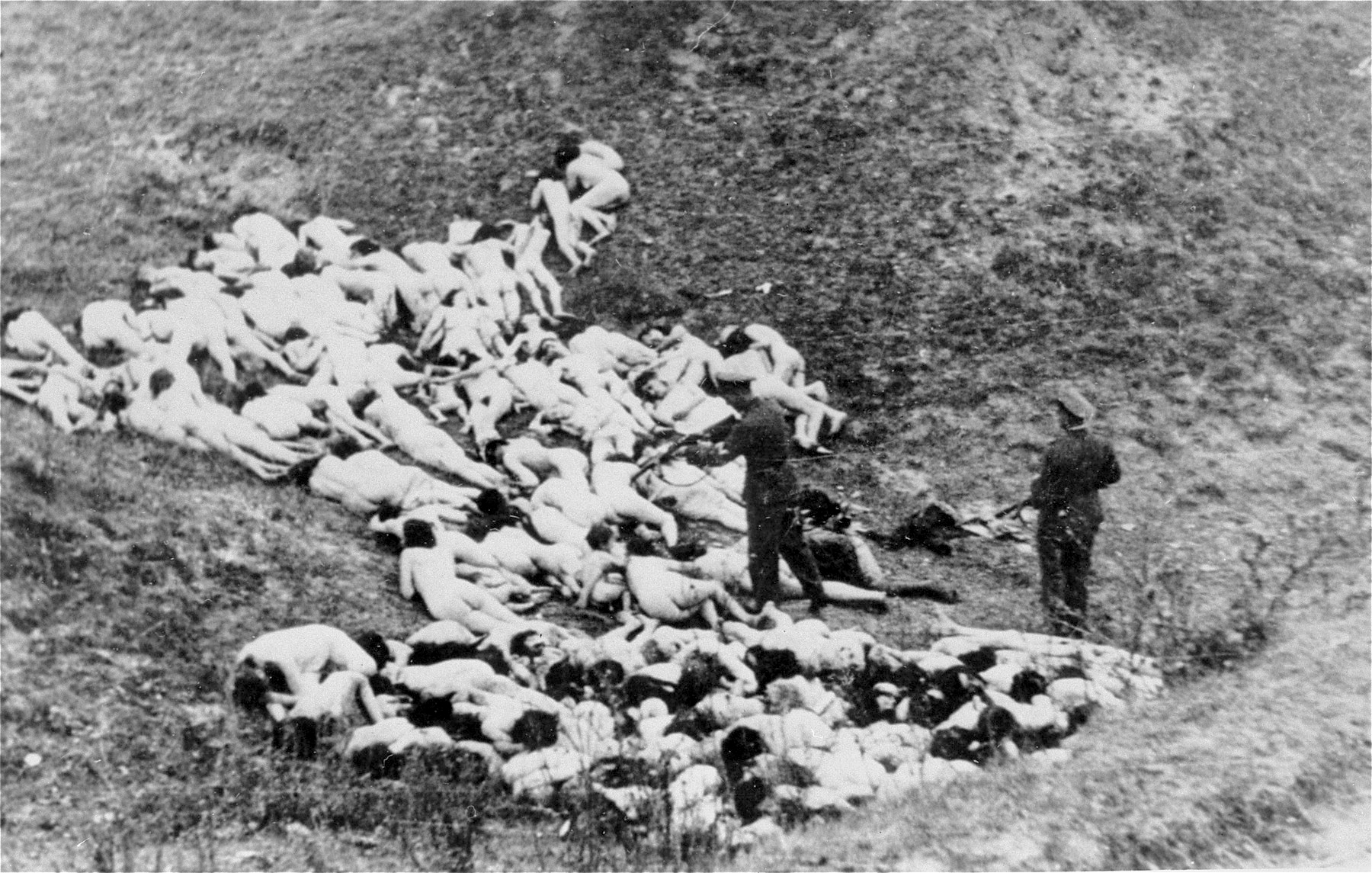
Miembros de la Ordnungspolizei alemana disparando a mujeres y niños desnudos que siguen vivos después de una ejecución masiva de judíos del gueto de Mizocz. 14 de octubre de 1942.

Las bajas temperaturas del crudo invierno de 1941/1942 inhibieron un poco las ejecuciones, aunque en la parte oriental de Ucrania continuaron ininterrumpidamente. Principalmente los judíos fueron exterminados en la región occidental de Ucrania y en Crimea, así como en los óblast de Vínnitsa y Kiev. Debido al rápido exterminio de judíos en el este y centro de Ucrania, los guetos en esta área eran raros y, si se creaban, servían principalmente para concentrar a los judíos sobrevivientes antes de la ejecución. El encierro en los guetos abarcó a los judíos de Galícia Oriental, Volinia y Podolia; este proceso comenzó a finales de 1941 y duró hasta el verano de 1942. Se construirían guetos en ciudades donde vivían más de 200 judíos. El número de guetos en el territorio ocupado de la URSS (dentro de las fronteras de 1941) era de 442; el más grande era el Gueto de Leópolis.
Los judíos en los guetos estaban sujetos a la obligación de trabajo esclavo, que fue calculado para exterminarlos físicamente. Alejarse del gueto era castigado con la muerte por policías alemanes y ucranianos.
En diciembre de 1941, Hitler redefinió el propósito de la guerra llamándola una "guerra contra los judíos". Esto significó la sentencia de muerte de los judíos europeos.

Cuando la balanza de la guerra se inclinó a favor de Stalin, Hitler reformuló su propósito. El plan original era destruir la Unión Soviética y luego eliminar a los judíos. Ahora que la destrucción de la URSS se ha pospuesto indefinidamente, el exterminio completo de los judíos se ha convertido en una política en tiempos de guerra.

A finales de la primavera de 1942, las ejecuciones masivas, principalmente en el Comisariado del Reich de Ucrania, se intensificaron. El 21 de junio de 1942, Himmler ordenó la liquidación de los guetos y el traslado de artesanos judíos (sin sus familias) a campos de trabajo. La liquidación de los guetos tuvo lugar con la participación de la policía auxiliar ucraniana. La policía ucraniana rodeó los guetos y escoltó a las futuras víctimas a los lugares de ejecución, generalmente cavando pozos a pocos kilómetros de la aldea. Allí, las víctimas, después de ser desnudadas, fueron fusiladas por hombres de las SS. Era deber de los policías ucranianos matar a los fugitivos y a los que estaban escondidos, y acabar con los heridos. Las ejecuciones que duraban de varias horas a varios días se llevaban a cabo abiertamente, sin ocultarlas a la población local, incluidas las futuras víctimas.
El 13 de julio de 1942, 5000 judíos de Rivne fueron fusilados en una cantera cerca de Kostopil, 12.000 judíos de Lutsk fueron asesinados el 21 de agosto de 1942 en dos lugares: las mujeres y los niños en el bosque cerca del pueblo de Góra Połonka, y los hombres en el patio del castillo en Lutsk. El 3 y 5 de junio de 1942, los habitantes del gueto para judíos "inútiles" en Kóvel (6-8 mil personas) fueron fusilados en un claro cerca de la aldea de Bachowo (7 km al norte de Kovel). Las ejecuciones fueron llevadas a cabo por el SD, la gendarmería alemana y policías ucranianos. El 19 de agosto de 1942, en el cementerio judío, los mismos perpetradores dispararon a judíos del gueto en la Ciudad Nueva en Kovel (5.000 personas) y 150 romaníes. Posteriormente, ambos guetos fueron rastrillados por la gendarmería y la policía en busca de los fugados; los capturados fueron encarcelados en el edificio de la Gran Sinagoga y luego fusilados en el cementerio católico (alrededor de 2.000 víctimas).
A finales de 1942, la "cuestión judía" en la RKU había sido "resuelta". El 29 de diciembre de 1942, Heinrich Himmler informó a Hitler del asesinato de 363.211 judíos como parte de acciones "antipartisanas" en el "sur de Rusia" entre el 1 de septiembre y el 1 de diciembre de 1942. Según A. Kruglov, alrededor de 300.000 de este número se referían a las áreas de la actual Ucrania. Solo 1942, 778.000 judíos fueron asesinados en Ucrania.

## Exterminio de judíos en Galitzia

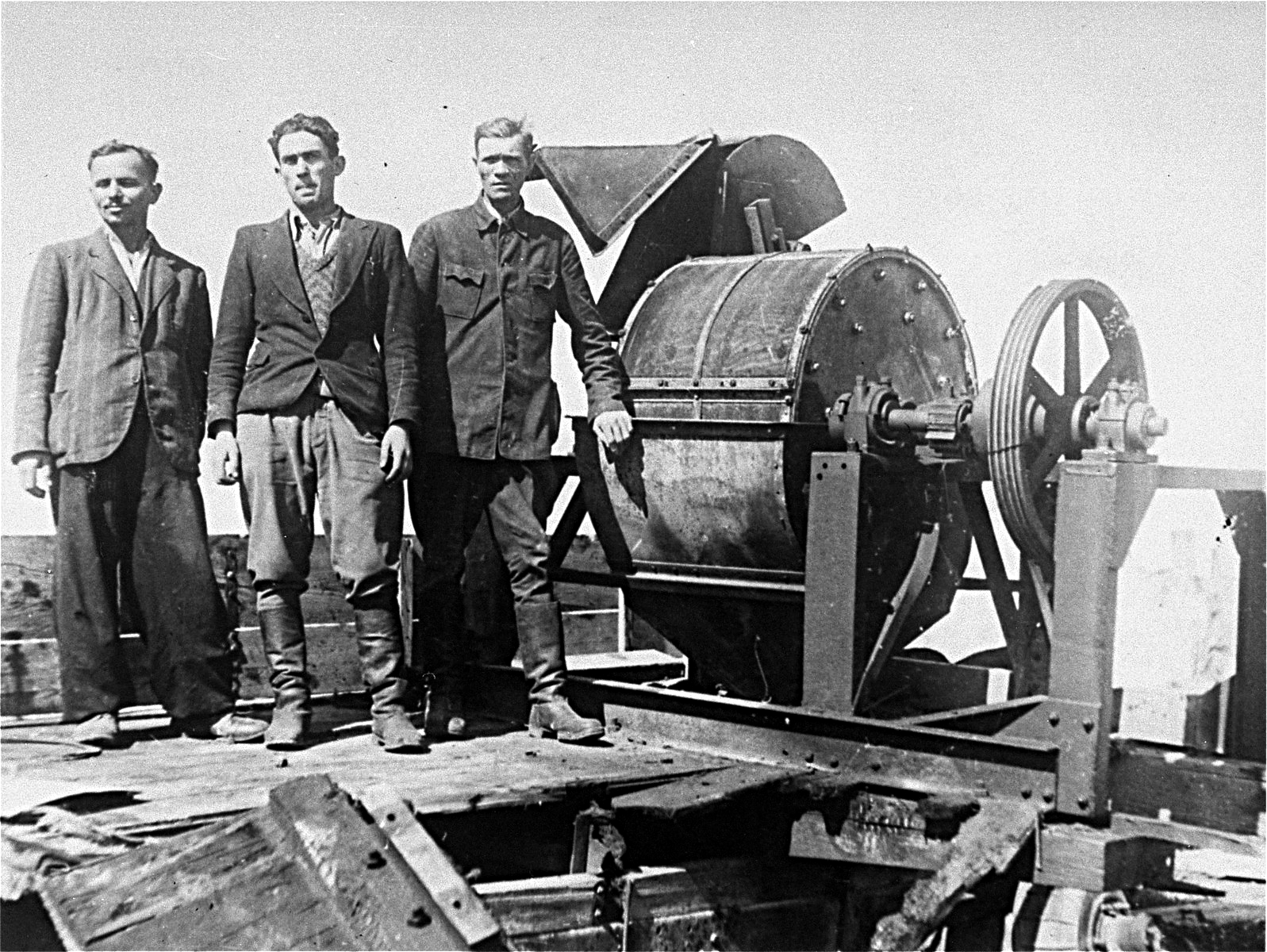
Prisioneros judíos obligados a trabajar para una unidad Sonderkommando 1005 junto a una máquina trituradora de huesos en el campo de concentración de Janowska.

A diferencia de las tierras ocupadas de la URSS, en el Distrito de Galitzia, los judíos fueron asesinados en masa en campos de exterminio. Los transportes ferroviarios comenzaron a partir hacia los lugares de ejecución a partir de marzo de 1942. Inicialmente, las personas no aptas para trabajar fueron seleccionadas para morir. Además de las deportaciones, el ocupante alemán también utilizó ejecuciones masivas en el acto.
El exterminio de judíos de Galitzia se intensificó durante la Operación Reinhard (julio-noviembre de 1942). Según Dieter Pohl, en ese momento se enviaba un transporte con 5-6 mil víctimas al Campo de exterminio de Bełżec cada dos días. El ocupante alemán vació gradualmente los guetos galitzios. Entre el 10 y el 25 de agosto, entre 50.000 y 60.000 judíos de Lviv fueron enviados a Bełżec. Al mismo tiempo, los alemanes llevaron a cabo tiroteos masivos: el 8 de agosto en Drohóbych, el 3 de agosto en Dolyna (2.000 víctimas), del 15 al 17 de septiembre en Kálush (más de 2.500 víctimas). Un número similar de judíos de las cercanías de Kamianka-Buzka fueron asesinados en el bosque cerca de Zabuż. De marzo a diciembre de 1942, cuando los alemanes cerraron el campo de Bełżec, unos 300.000 judíos fueron asesinados en el distrito de Galitzia, de los cuales 250.000 fueron asesinados en cámaras de gas.
El 14 de noviembre de 1942, por orden del Comandante Supremo de las Waffen-SS y la Policía en el Gobierno General de los territorios polacos ocupados, Friedrich-Wilhelm Krüger, los alemanes crearon 35 guetos secundarios para judíos. En ese momento, 161-170 mil personas permanecieron en ellos y en campos de trabajo. La mayoría de estas personas fueron fusiladas por los alemanes en ejecuciones masivas en el acto entre abril y junio de 1943, sólo 10.000 fueron deportados a campos de exterminio. Casi un mes (del 1 al 28 de junio de 1943) duró la liquidación del gueto en Lviv, durante el cual los judíos opusieron resistencia armada. Después de la liquidación de los guetos en 21 campos de trabajo, más de 21.000 judíos permanecieron vivos, que fueron asesinados sucesivamente a finales de ese año. Un símbolo del martirio de los judíos en Lviv y Galitzia fue el Campo de concentración de Janowska, donde unas 15.000 personas fueron asesinadas. Como en el caso de la RKU, la Policía Auxiliar ucraniana vigiló los guetos y ayudó a las SS en su liquidación y es directamente responsable judíos.
Las estimaciones de las víctimas del Holocausto en el este de Galitzia oscilan entre al menos 495.000 y 700.000 (estimaciones de ocupantes). Según T. Sankühler, fueron unas 525.000 víctimas, de las cuales:
- 250 000 (48 %) murieron en campos de exterminio;
- 215 000 (41 %) fueron asesinados a tiros en pogromos;
- 40 000 (8 %) murieron en campos de trabajo;
- 20 000 (4 %) murieron de hambre y enfermedades en los guetos.

## Política de la ocupación hacia los judíos
Los primeros pasos de los alemanes fueron identificar y separar a los judíos de la población local a los que posteriormente se les exigía que usaran una "Estrella de David" amarilla cosida en sus ropas. Se les impusieron grandes impuestos y multas. En los asentamientos con gran porcentaje de población judía, se crearon guetos para su residencia aislada, que, junto con los campos de trabajo especiales (alemán: Judenlager), sirvieron como un lugar de explotación económica de los judíos y un lugar de su concentración antes del exterminio. Hubo 50 guetos y unos 200 campos de concentración en Ucrania durante la ocupación nazi.
Hubo dos etapas del Holocausto en Ucrania:
- 22 de junio - principios de agosto de 1941.

Durante este período, la mayoría de los judíos varones e intelectuales fueron exterminados. Hubo pogromos en varias ciudades del oeste de Ucrania durante los cuales murieron entre 25 y 30 mil judíos.
- Entre la segunda quincena de agosto de 1941 - otoño de 1944.

Durante este período, hubo masacres de judíos, incluyendo mujeres, niños y ancianos. Ejecuciones masivas en Babi Yar, deportación y exterminio de judíos en el oeste de Ucrania. Alrededor de 70.000 judíos fueron exterminados en la zona de ocupación rumana: Transnistria. Hasta la fecha, se conocen más de 300 lugares de ejecuciones masivas de judíos. 

## Unidades de ejecución
- Einsatzgruppen C & D (Einsatzkommando)
- Batallones de la policía del orden
- Abwehr/Brandemburg - Batallón Nachtigall - Unidad de operaciones especiales
- Freiwilligen-Stamm-Regiment 3 & 4 (rusos y ucranianos)
- Unidades auxiliares de Ucrania[63] Schutzmannschaft así como la Policía auxiliar ucraniana

La tarea de exterminar a los "enemigos del Reich" —judíos, comunistas, elementos antisociales, gitanos— fue confiada a las unidades especiales del servicio de seguridad de la Alemania nazi: los Sicherheitsdienst des Reichsführers-SS (SD). Los Einsatzgruppen "C" y "D" operaban en territorio ucraniano.
- Einsatzgruppe C

Operaba como parte del Grupo de Ejércitos Sur en el norte y centro de Ucrania. Avanzó desde Lviv, a través de Zhytomyr, Kiev en dirección a Járkov. Tiene más de 118,000 víctimas en su haber.
- Einsatzgruppe D

Operaba en la retaguardia del 11.º Ejército en el sur de Ucrania, en Crimea, en Volinia, con alrededor de 90.000 víctimas en su haber.
Alrededor de 300.000 judíos fueron asesinados a cuenta de unidades bajo el mando del "líder supremo de las SS y la policía en el sur de Rusia", el SS-Obergruppenführer Friedrich Jeckeln. Este es, en primer lugar, el regimiento de policía "Sur", que incluía los batallones de policía 45.º, 303.º y 314.º. Además, los Batallones de Policía 304 y 320 y la Primera Brigada de Infantería de las SS.
Desde finales de junio hasta el otoño de 1941, el "Einsatzgruppe zur besonderen Verwendung") operó en los territorios de Ucrania Occidental y Bielorrusia Occidental, que consistía en tres Einsatzkommandos, diseñados para apoyar a Einsatzgruppe "C" y "B". Durante su existencia, esta unidad mató a unas 20.000 personas, en su mayoría judíos. Unidades del ejército alemán también participaron en las ejecuciones de judíos capturados del Ejército Rojo.

## Escuadrones de la muerte (1941-1943)

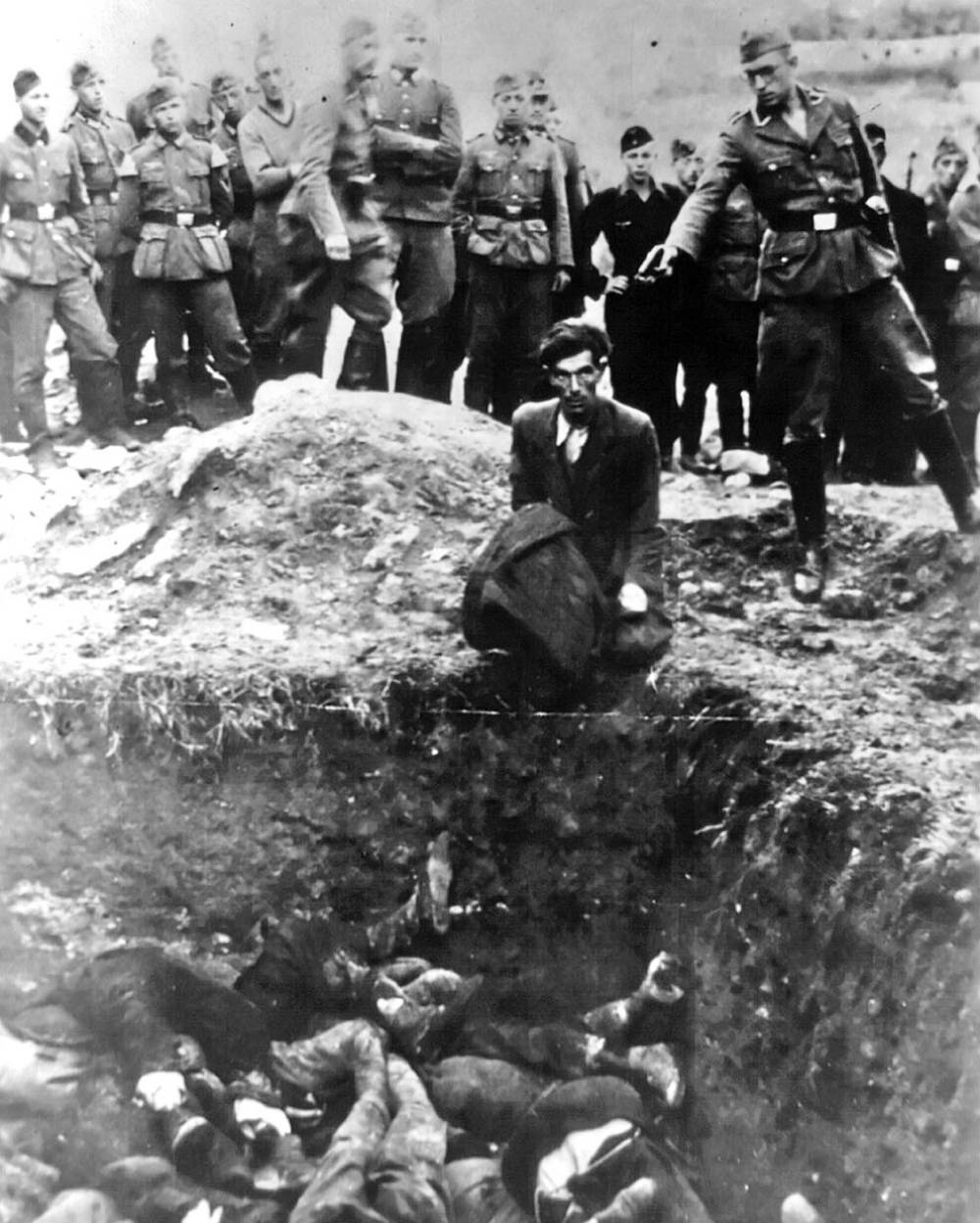
El último judío de Vínnytsia, la fotografía de 1942 muestra a un hombre judío cerca de la ciudad de Vínnytsia a punto de ser asesinado a tiros por un miembro del Einsatzgruppe D. También están presentes miembros del Ejército Alemán y del Servicio Laboral Alemán.

Las pérdidas civiles totales durante la guerra y la ocupación alemana en Ucrania se estiman en cuatro millones, incluido el millón de judíos que fueron asesinados por unidades de Einsatzgruppen, Batallones de la Policía del Orden, tropas de la Wehrmacht y colaboradores nazis locales. El Einsatzgruppe C (Otto Rasch) fue asignado al norte y centro de Ucrania, y el Einsatzgruppe D (Otto Ohlendorf) a Moldavia, el sur de Ucrania, Crimea y, durante 1942, el norte del Cáucaso. Según el testimonio de Ohlendorf en el Juicio a los Einsatzgruppen, "los Einsatzgruppen tenían la misión de proteger la retaguardia de las tropas matando a judíos, gitanos, funcionarios comunistas, comunistas activos, eslavos que no cooperaban y todas las personas que pusieran en peligro la seguridad". En la práctica, sus víctimas eran casi todos civiles judíos (ni un solo miembro del Einsatzgruppe murió en acción durante estas operaciones). El Museo Conmemorativo del Holocausto de los Estados Unidos narra la historia de un sobreviviente de los Einsatzgruppen en Piryatin, Ucrania, cuando mataron a 1.600 judíos el 6 de abril de 1942, el segundo día de Pascua:

Los vi hacer la matanza. A las 17:00 dieron la orden: "Llenad los pozos". Gritos y gemidos venían de las fosas. De repente vi a mi vecino Ruderman levantarse de debajo del suelo... Tenía los ojos ensangrentados y gritaba: "¡Acaba conmigo!". … Una mujer asesinada yacía a mis pies. Un niño de cinco años salió gateando de debajo de su cuerpo y comenzó a gritar desesperadamente. "¡Mamá!" Eso fue todo lo que vi, hasta que caí inconsciente.

Del 16 al 30 de septiembre de 1941, la masacre de Nikolaev en la ciudad de Mykolaiv y sus alrededores provocó la muerte de 35.782 ciudadanos soviéticos, la mayoría de los cuales eran judíos, como se informó a Hitler.
La masacre de judíos más infame en Ucrania fue en el barranco de Babi Yar en las afueras de Kiev, donde 33.771 judíos fueron asesinados en una sola operación entre el 29 y el 30 de septiembre de 1941. (Unos 100.000 a 150.000 ucranianos y otros ciudadanos soviéticos también fueron asesinados en las semanas siguientes). La matanza masiva de judíos en Kiev fue aprobada por el gobernador militar, el general de división Friedrich Eberhardt, el comandante de policía del SS-Obergruppenführer, Friedrich Jeckeln y el comandante del Einsatzgruppe C, Otto Rasch. Fue llevado a cabo por una mezcla de SS, SD y Policía de Seguridad. El lunes, los judíos de Kiev fueron convocados en el cementerio, esperando a que los subieran a los trenes. La multitud era lo suficientemente grande como para que la mayoría de los hombres, mujeres y niños no supieran lo que estaba pasando hasta que fue demasiado tarde: cuando escucharon el fuego de las ametralladoras, no había posibilidad de escape. Todos fueron conducidos por un corredor de soldados, en grupos de diez, y luego fusilados. Un camionero describió la escena:

Uno tras otro, tenían que sacar su equipaje, luego sus abrigos, zapatos, y sobretodo y también la ropa interior… Una vez desvestidos, los conducían a la quebrada que tenía unos 150 metros de largo por 30 metros de ancho y unos 15 metros de profundidad… Cuando llegaron al fondo del barranco fueron agarrados por miembros de la Schutzmannschaft y obligados a acostarse encima de judíos que ya habían sido fusilados… Los cadáveres estaban literalmente en capas. Llegó un tirador de la policía y disparó a cada judío en el cuello con una metralleta... Vi a estos tiradores pararse sobre capas de cadáveres y disparar uno tras otro... El tirador caminaba sobre los cuerpos de los judíos ejecutados hasta el siguiente judío que, mientras se iba acostando, le disparaba.

## Colaboracionismo ucraniano
El National Geographic informó:
Varios ucranianos habían participado: según el historiador alemán Dieter Pohl, alrededor de 100.000 ucranianos se unieron a las unidades policiales para brindar asistencia clave a los nazis. Muchos otros trabajaron en las administraciones locales o ayudaron durante los fusilamientos masivos de judíos. Los ucranianos, como el infame guardia de Treblinka, Iván el Terrible, también se encontraban entre los guardias que manejaban los campos de exterminio de la Alemania nazi.
De acuerdo con el Centro Simon Wiesenthal (en enero de 2011), "Ucrania, hasta donde sabemos, nunca ha llevado a cabo una sola investigación de un criminal de guerra nazi local, y mucho menos procesado a un perpetrador del Holocausto".
Según el historiador israelí del Holocausto Yitzhak Arad, "En enero de 1942 se estableció una compañía de voluntarios tártaros en Simferopol bajo el mando del Einsatzgruppe 11. Esta unidad participó en cacerías humanas antijudías y acciones de asesinato en las regiones rurales".
Según Timothy Snyder, "Algo más para recordar: la mayoría, probablemente la gran mayoría de las personas que colaboraron con la ocupación alemana no tenían motivaciones políticas. Estaban colaborando con una ocupación que estaba allí, y que es una responsabilidad histórica alemana".

## Número de víctimas
Hasta la caída de la Unión Soviética, se estima que unos 900.000 judíos fueron asesinados como parte del Holocausto en Ucrania. Esta es la estimación que se encuentra en obras tan respetadas como La destrucción de los judíos europeos de Raul Hilberg. A fines de la década de 1990, el acceso a los archivos soviéticos aumentó las estimaciones de la población de judíos antes de la guerra y, como resultado, las estimaciones del número de muertos han ido en aumento. En la década de 1990, Dieter Pohl estimó que 1,2 millones de judíos fueron asesinados, y estimaciones más recientes han llegado a 1,6 millones. Algunos de esos judíos se sumaron al número de muertos que intentaron encontrar refugio en el bosque, pero fueron asesinados más tarde por el Ejército Insurgente Ucraniano, o por algunas unidades nacionalistas del Ejército Nacional u otros grupos partisanos durante la retirada alemana. Según la historiadora estadounidense Wendy Lower, "hubo muchos perpetradores, aunque con diferentes agendas políticas, que mataron judíos y suprimieron esta historia".
Esta cantidad de víctimas corresponderían a aproximadamente el 70% de la población judía de antes de la guerra. Un rasgo característico del Holocausto en Ucrania fue que la mayoría (más del 70%) de los judíos murieron como resultado de las ejecuciones. Alrededor del 22% fueron llevados a campos de concentración en Polonia, donde fueron asesinados. Otro 5% murió en los guetos y campos de concentración, por hambre y enfermedades.
También en Ucrania, los judíos tomados de otros países fueron exterminados. Así fue que en septiembre de 1941, 14.000 judíos deportados de Hungría fueron fusilados en el área de Kamianets-Podilski.
Hay información sobre 442 guetos que estaban en el territorio ocupado de Ucrania dentro de las fronteras el 22 de junio de 1941, de los cuales aproximadamente el 60% estaban en el territorio de la república dentro de las fronteras el 16 de septiembre de 1939, y el 40% en la zona de ocupación rumana (incluidas las regiones de Chernivtsi, Vínnitsa, Mykolaiv y Odessa).
El número de víctimas por región (excluidos los prisioneros de guerra y evacuados al territorio de la RSFSR que cayó bajo ocupación):
- Chernígov — 4.000
- Chernivtsí - 11.000, 75.000 judíos también fueron llevados del territorio de la región a Transnistria; de estos, más de 55.000 murieron allí.
- Crimea 27.000
- Dnipropetrovsk — 35.000
- Donetsk — 16.000
- Ivano-Frankivsk — 132.000
- Járkov — 12.500
- Jersón — 18.000
- Jmelnitski — 115.000
- Kiev — 77.000
- Kirovogrado — 12.000
- Lugansk — 2.000
- Leópolis — 302.000
- Mykolaiv - 23.000, incluyendo 15.000 judíos locales y 8.000 judíos de Odessa.
- Odessa – 117.000, incluyendo 90.000 judíos locales y 27.000 de Bukovina y Besarabia
- Poltava — 11.000
- Rivne — 95.000
- Sumy — 3.000
- Ternópil — 132.000
- Vínnytsia — 160.000, incluidos 115 000. judíos locales y 45.000 de Bukovina y Besarabia
- Volinia — 109.000
- Zhitómir — 55.000
- Zakarpatia — 100.000
- Zaporiyia — 10.000

## Sobrevivientes notables

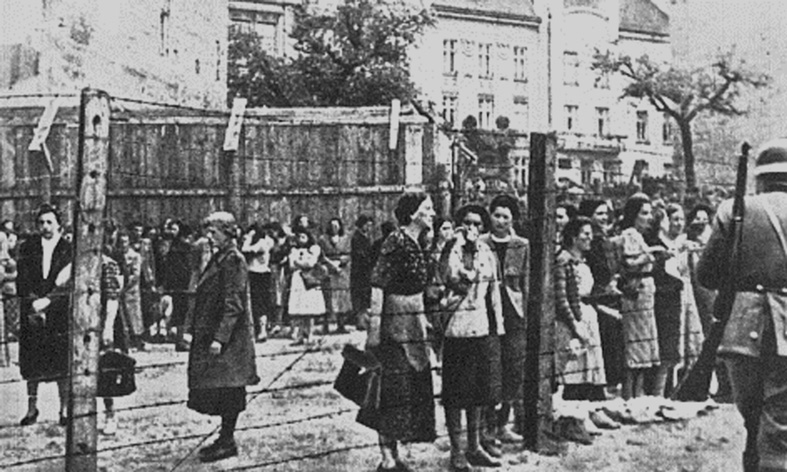
Gueto de Lwów, primavera de 1942

- Roald Hoffman
- Mordejai Rokeach
- Mina Rosner
- Adán Daniel Rotfeld
- Shevah Weiss
- Simón Wiesenthal

## Justos entre las Naciones
Yad Vashem reconoció a 2673 ucranianos como Justos entre las naciones, ocupando el cuarto lugar en salvar judíos durante el Holocausto.
Al analizar los datos personales de los Justos entre las Naciones de Ucrania (2515 personas reconocidas al 1 de enero de 2015) para determinar la región de Ucrania donde los Justos realizaron su hazaña, se obtuvo la siguiente distribución por región:
- 1070 — Ucrania occidental;
- 544 — Ucrania septentrional y central;
- 241 — Ucrania meridional;
- 206 — Ucrania oriental;
- 205 - los territorios de la Polonia moderna, Moldavia, la Federación de Rusia y Alemania;
- 36 — Transcarpatia y Bukovyna.

Entre los salvadores de los judíos en Ucrania había también alemanes. De estos, 7 personas recibieron el título de justos entre las naciones. Los shtundistas, una confesión protestante evangélica que surgió a fines del siglo XIX en Ucrania, ayudaron a ocultar a los judíos.

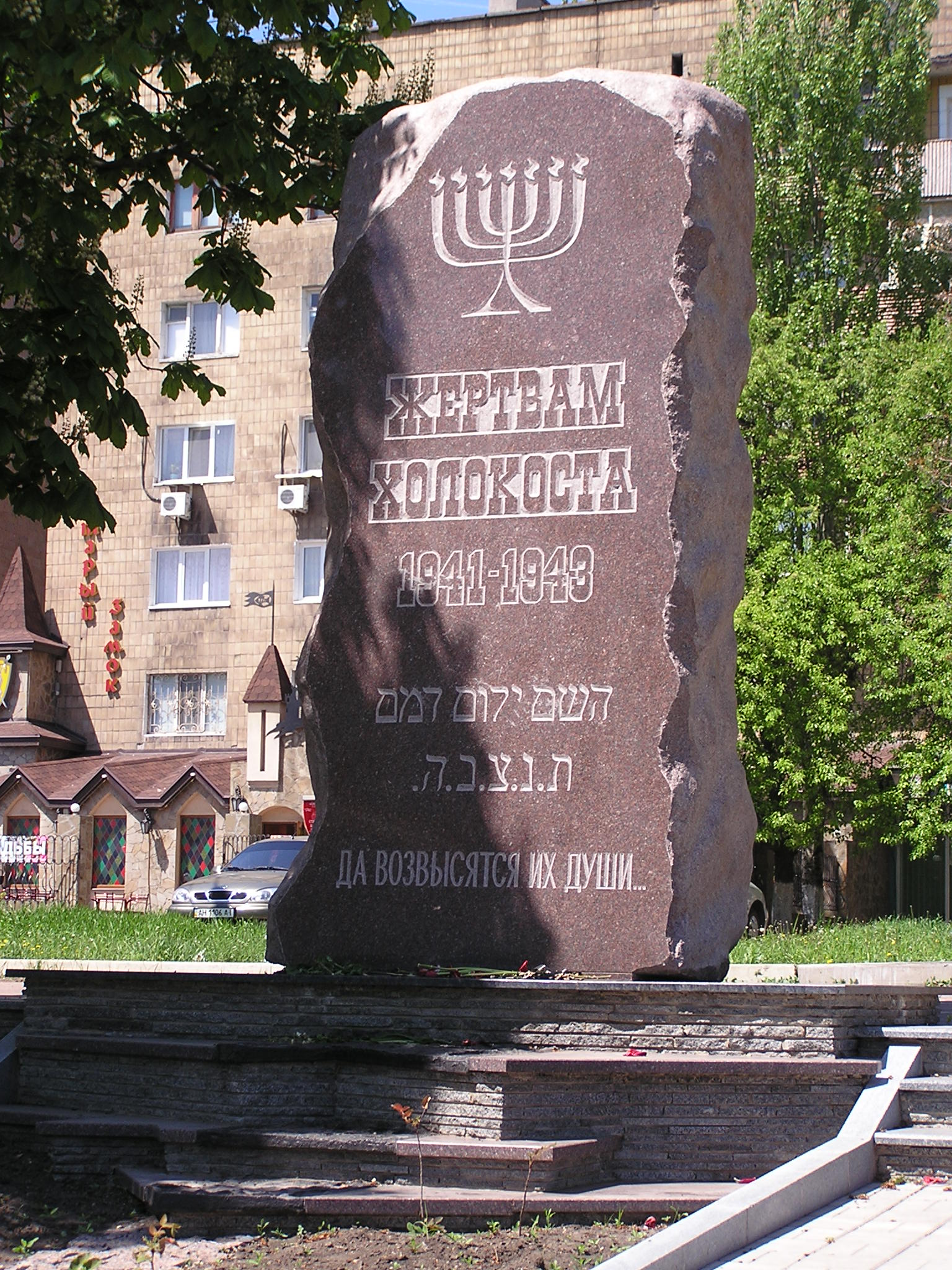
Monumento en Donetsk

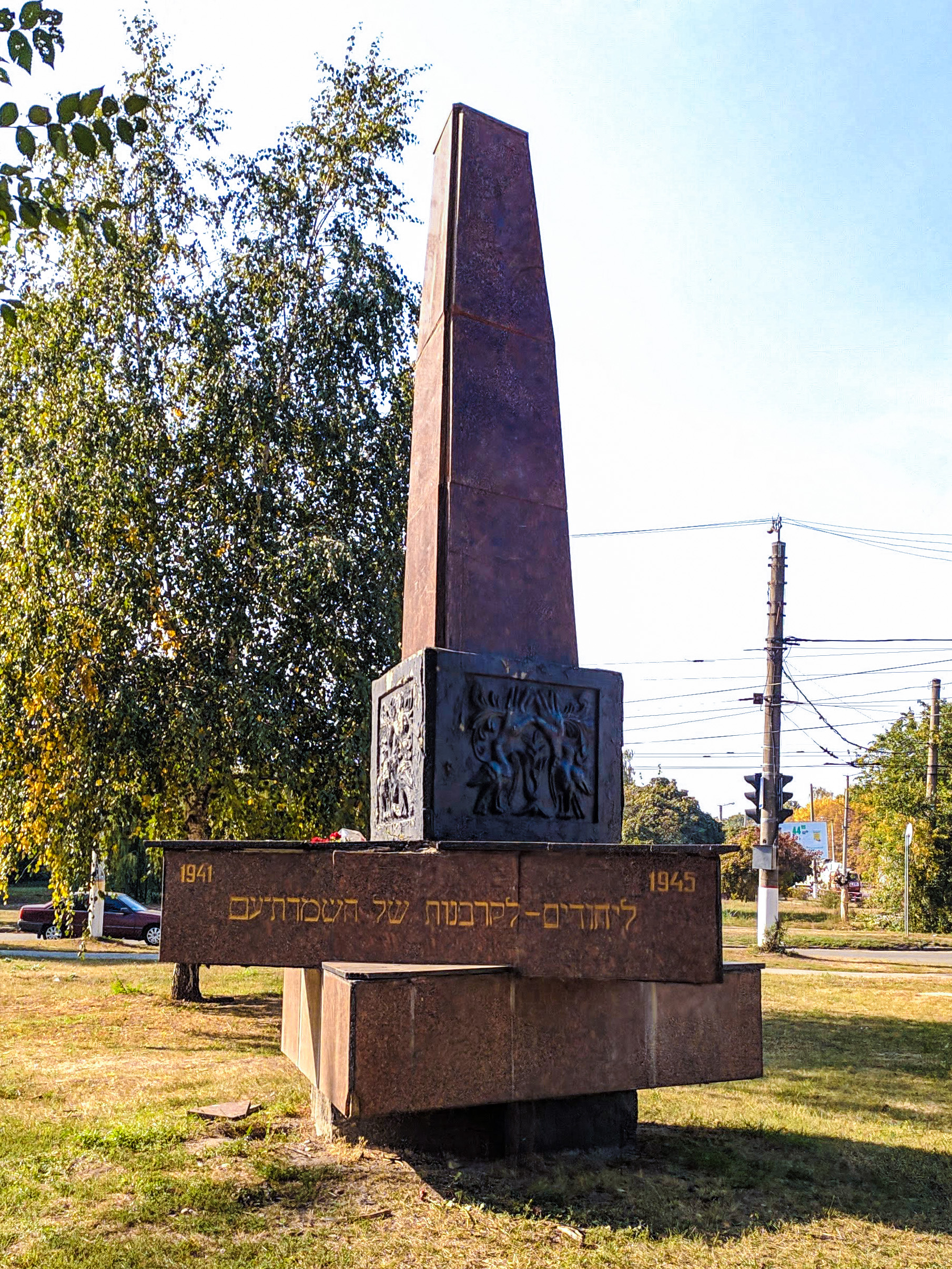
Monumento en Kropivnitski

## Pogromos y masacres
- Masacre de Bila Tserkva de 1941
- Masacre de Odessa de 1941
- Masacre de Babi Yar
- Dniepropetrovsk
- Drobytsky Yar
- Feodosia
- Ivano-Frankovsk
- Masacre de Kamianets-Podilski
- Klevan
- Pogromos de Lviv (1941)
- Masacre de profesores de Lwów
- Mezhirichi
- Mizoj
- Masacre de Mikolaiv
- Olika
- Pliskov
- Terébovl
- Zhitomir